# Jan Dost

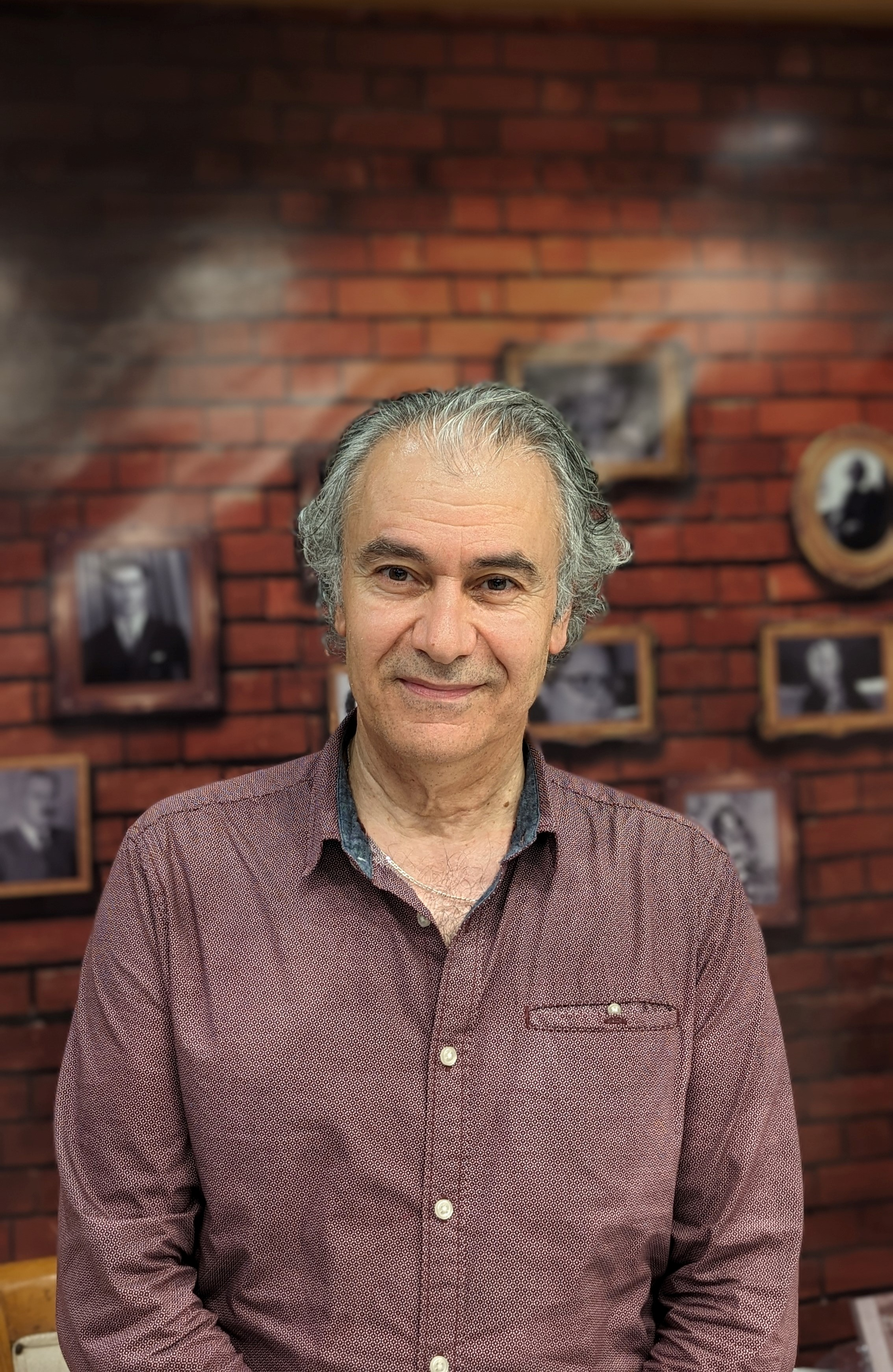

Jan Dost (ur. 12 marca 1965 w Ajn al-Arab) – kurdyjski prozaik, poeta oraz tłumacz pochodzący z Syrii piszący w języku kurdyjskim oraz arabskim. Jest autorem wielu tłumaczeń z języka kurdyjskiego i perskiego na arabski. Jego najbardziej znanym tłumaczeniem jest poemat Mem û Zîn autorstwa Ahmad-i Chaniego.
Od 2000 roku mieszka w Niemczech.

## Twórczość[2]

### powieści
- Kela Dimdimê (1991)
- Mirname (2008)
- Asheeq the translator (2013)
- Mijabad (2004)
- 3 Gav û 3 Darek (2007)
- Martînê Bextewer (2012)
- Ashiq Al Muterdschim (2014)
- Nawaqis Roma (2016)

### zbiory wierszy
- Sazek ji çavên Kurdistan re (1994)
- Divana Jan (2010)